# Rentershofener Bahndamm
| Rentershofener Bahndamm                                   | Rentershofener Bahndamm       |
| --------------------------------------------------------- | ----------------------------- |
| Der Damm von Westen aus gesehen, mit Überfahrt eines alex |                               |
| Ort                                                       | Röthenbach (Allgäu), Ellhofen |
| Länge                                                     | 901 m                         |
| Höhe                                                      | 53 m                          |
| Sohlenbreite                                              | 260 m                         |
| Kronenbreite                                              | 22 m                          |
| Baubeginn                                                 | 1847                          |
| Fertigstellung                                            | 1853                          |

Der Rentershofener Bahndamm (auch Rentershofer Bahndamm oder Damm bei Oberhäuser) ist ein Bahndamm der Bahnstrecke Buchloe–Lindau bei Röthenbach (Allgäu) und Teil der Ludwig-Süd-Nord-Bahn. Er gilt nach Angaben des Heimatvereins Röthenbach als „größter von Menschenhand geschaffener Bahndamm der Welt“.

## Geschichte

### Vorgeschichte
Im Jahr 1836 stellte Württemberg die ersten Pläne für den Bau der Hauptstrecke Ulm–Friedrichshafen vor, was auf bayerischer Seite zu einer Art Konkurrenzdenken führte. So beauftragte König Ludwig I. Ingenieure, die Möglichkeit einer Bahnstrecke von Hof über Augsburg an das bayerische Bodenseeufer zu prüfen, und ordnete 1840 ihren Bau an. Eine besondere Schwierigkeit stellte hierbei der letzte Abschnitt von Oberstaufen (784 m) nach Lindau (394 m) durch das Westallgäu dar. Hier mussten 390 Höhenmeter auf 51 Kilometern überwunden werden, dazu kam noch die Überwindung der vielen Hügel und Täler im Westallgäu und die Bedingung, dass die Strecke nicht die bayerisch-württembergische Grenze überschreiten dürfe.

### Planung

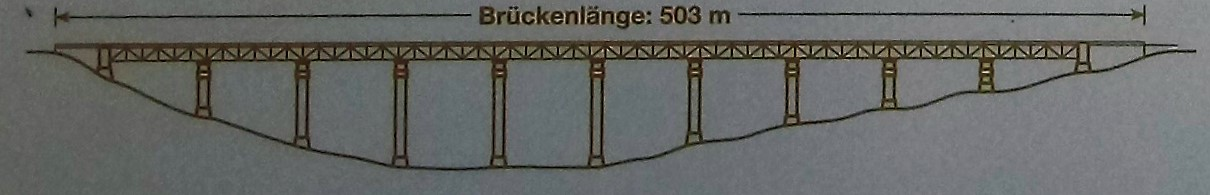
Entwurf des Viadukts

Für die Planung des Abschnitts Oberstaufen–Lindau wurden sieben Jahre benötigt. Nach etlichen Entwürfen – unter anderem mit dem Bau eines Tunnels durch die Kugel bei Maierhöfen – entschied sich der Bauausschuss, die Strecke über Harbatshofen, Heimhofen, Ellhofen nach Oberhäuser zu führen, was die Überschreitung des über 500 m breiten und über 50 m hohen Rothachtals zwischen Ellhofen und Oberhäuser zur Folge hatte. Zuerst war an dieser Stelle die Errichtung eines Viadukts vorgesehen, aber Bauleiter Friedrich August Pauli erkannte schnell, dass dies auf dem moorigen Untergrund fast unmöglich war. Hinzu kam, dass die Produktion und Anlieferung der Backsteine eine beträchtliche Zeitverzögerung zur Folge gehabt hätte. Deshalb wurde vorgeschlagen, das Tal aufzuschütten. Eine besondere bauliche Anforderung an den Damm war nicht nötig, da sich an dieser Stelle die Wasserscheide von Bregenzer Ach und Argen befindet. 1846 schließlich genehmigte der König die Errichtung des Damms, unter anderem als eine Art Arbeitsbeschaffungsmaßnahme, da in dieser Zeit viele Menschen auf Arbeitssuche waren.

### Bauphase
Im Jahr 1847 begann der Bau des Damms. Zuerst wurden Eisenpfähle zur Stabilisierung in den moorigen Untergrund gerammt. Danach folgte die Aufschüttung, sowohl von der Oberhäuserer Seite als auch vom Eisenberg her (Ellhofener Seite). Mit Schubkarren, Loren und Rutschen bewegten in sieben Jahren Bauzeit über 3000 Arbeiter – von Hand – etwa 2,24 Millionen Kubikmeter Erdreich. Das benötigte Schüttmaterial wurde an umliegenden Hängen und vom südlich gelegenen Eisenberg abgebaut. Der Eisenberg wurde bis auf die Höhe des Bahndamms abgetragen. Der Einsatz von Nutztieren war wegen des instabilen Untergrunds und der teils steilen Lage nicht möglich.

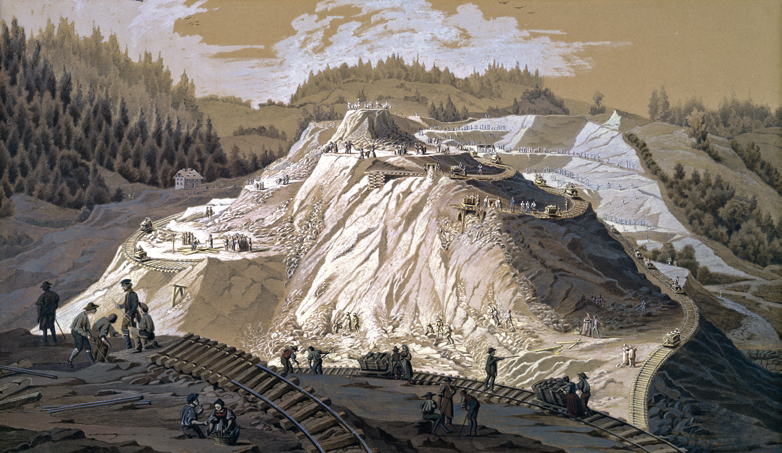
Gemälde von Karl Herrle während des Baus

Viele Arbeiter kamen aus der Umgebung, die meisten jedoch waren Wanderarbeiter aus Vorarlberg, der Schweiz, Württemberg und der Pfalz (Bayern). Der Bau bedeutete auch einen wirtschaftlichen Aufschwung für die Region. So hoben Händler, Gastwirte und Bauern im Gebiet um die Baustelle die Preise für ihre Produkte stark an. Auch die Infrastruktur wurde deutlich verbessert, beispielsweise wurden neue Straßen angelegt, in Röthenbach wurde das einstige Benefiziatenhaus zu einem Lazarett ausgebaut. Das war nötig, da es auf der Baustelle immer wieder zu schweren Unfällen kam. Während der gesamten Bauphase wurden 44 Arbeiter durch Arbeitsunfälle getötet, die häufigsten Todesursachen waren Verschüttungen, Kopfverletzungen und Wirbelsäulenverletzungen. Die Errichtung des Damms wurde immer wieder unterbrochen, beispielsweise durch Streiks – besonders während der Märzrevolution – oder durch Ausbrüche von Krankheiten, wie zum Beispiel Pocken.
Feierliche Eröffnung war am 12. Oktober 1853, als der erste Zug auf der Strecke von Oberstaufen nach Aeschach über den Bahndamm fuhr. Es folgte der Bau einer Straße von Oberhäuser nach Ellhofen etwas unterhalb der Bahnlinie am Damm. In den 1890er Jahren wurde die Bahnstrecke nach Weiler unterhalb der Straße nach Ellhofen in den Damm gebaut, die bis 1991 in Betrieb war.

## Nutzung

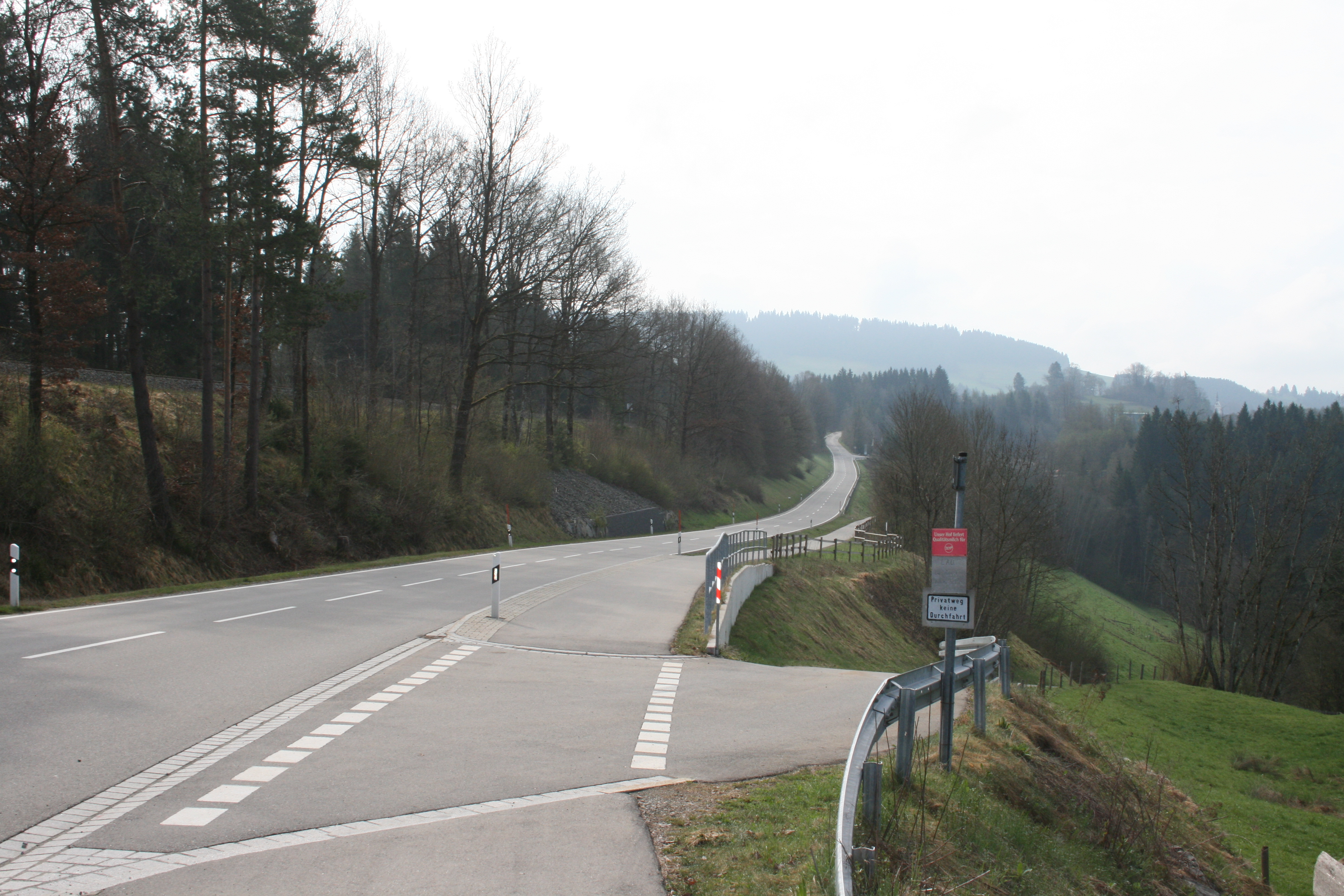
Auf dem Bahndamm

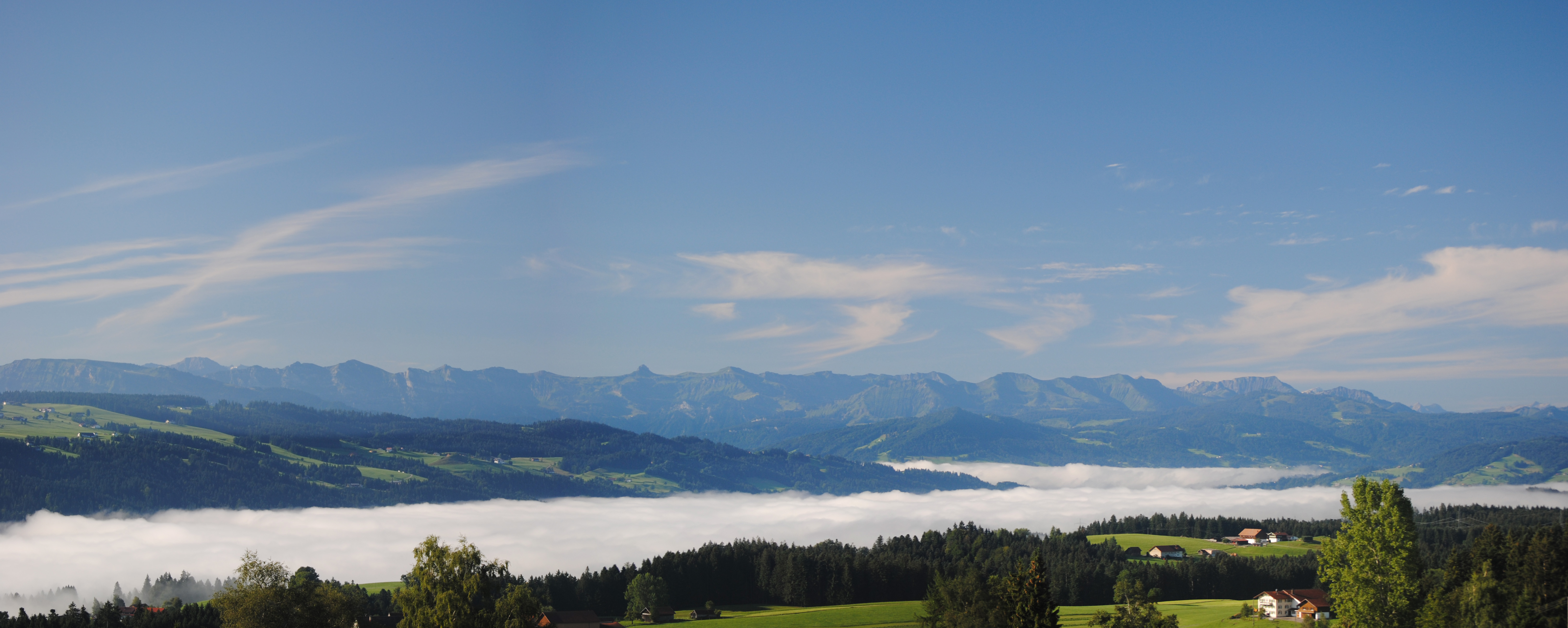
Nebel im Rothachtal

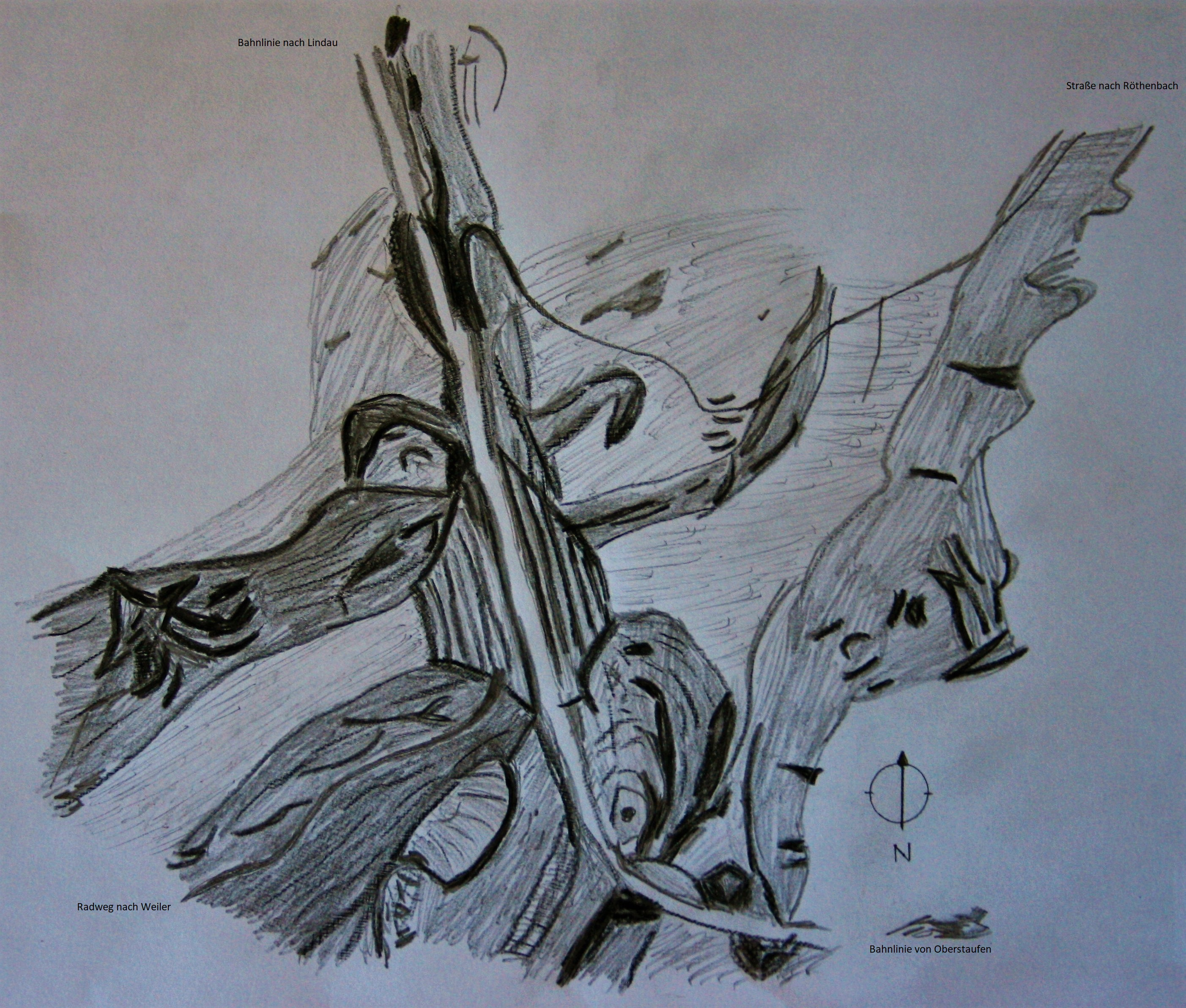
Schummerung-Zeichnung des Damms

Die Bahnstrecke Buchloe–Lindau verläuft über die Krone des Damms, an dessen nördlichem Ende sich der Bahnhof Röthenbach (Allgäu) befindet. Am Westhang verlaufen die Kreisstraße LI3 und der Radweg nach Weiler auf der ehemaligen Bahntrasse. Am südlichen Ende ist ein Kieswerk der Wilhelm Geiger GmbH & Co. KG angesiedelt. Auf der Ostseite führt die Verbindungsstraße von Oberhäuser über Rentershofen zum Ort Röthenbach. Heute ist die Ostseite größtenteils bewaldet, sodass von dieser Seite der Damm schwer erkennbar ist.

## Klimatische Auswirkungen
Das Durchtrennen des Tals bedeutete einen beträchtlichen Eingriff in die Natur, dessen klimatische Auswirkungen noch heute für die angrenzenden Gemeinden spürbar sind:

### Ostseite
Im Osten wurde den Bewohnern von Rentershofen durch den Damm die Abendsonne genommen und den Röthenbachern der Blick auf den Hirschberg und das Alpsteingebirge mit dem Säntis. Auch wurden die Bewohner von dem vom Rheintal und Rothachtal heraufziehenden warmen Bodensee-Wind abgeschnitten.

### Westseite
Im Westen traf es das Rothachtal mit Weiler im Allgäu. Hier staut sich durch den Bahndamm der vom Bodensee heraufziehende Nebel im Rothachtal und legt sich als eine Art Hochnebel über Weiler. Dadurch kann es sein, dass in den umliegenden höhergelegenen Orten die Sonne scheint, während in bzw. über Weiler Nebel herrscht. Von Einheimischen wird der Ort oft humorvoll Nebelloch oder Weiler im Nebel anstatt Weiler im Allgäu genannt.

## Sonstiges
Anfänglich geplante Durchführungen des Damms für den Erhalt der Verbindungsstraßen von Röthenbach nach Weiler und von Rentershofen nach Oberhäuser wurden durch Protest von Anwohnern nicht umgesetzt. Sie befürchteten, dass sie im Winter wegen der dann entstandenen schneefreien Strecke in den Durchführungen nicht den Schlitten hätten benutzen können, um nach Röthenbach zu gelangen.
Bis heute hält sich das Gerücht, dass sich im Inneren des Bahndamms eine während des Baus abgestürzte Lokomotive befinden soll.
Als im Jahr 1872 die Württembergische Schwarzwaldbahn von Stuttgart-Zuffenhausen nach Calw erbaut wurde, entstand bei Hirsau ein 64 Meter hoher Bahndamm, der im Jahr 1880 als „der höchste Damm, der überhaupt auf der Welt existierte“, bezeichnet wurde.